# Myles Smith
Pour les articles homonymes, voir Smith.
Ne doit pas être confondu avec Miles Smith.
 (mars 2025).
La mise en forme du texte ne suit pas les recommandations de Wikipédia : il faut le « wikifier ».
Les points d'amélioration suivants sont les cas les plus fréquents :
- Les titres sont pré-formatés par le logiciel. Ils ne sont ni en capitales, ni en gras.
- Le texte ne doit pas être écrit en capitales (les noms de famille non plus), ni en gras, ni en italique, ni en « petit »…
- Le gras n'est utilisé que pour surligner le titre de l'article dans l'introduction, une seule fois.
- L'italique est rarement utilisé : mots en langue étrangère, titres d'œuvres, noms de bateaux, etc.
- Les citations ne sont pas en italique mais en corps de texte normal. Elles sont entourées par des guillemets français : « et ».
- Les listes à puces sont à éviter, des paragraphes rédigés étant largement préférés. Les tableaux sont à réserver à la présentation de données structurées (résultats, etc.).
- Les appels de note de bas de page (petits chiffres en exposant, introduits par l'outil «  Source ») sont à placer entre la fin de phrase et le point final[comme ça].
- Les liens internes (vers d'autres articles de Wikipédia) sont à choisir avec parcimonie. Créez des liens vers des articles approfondissant le sujet. Les termes génériques sans rapport avec le sujet sont à éviter, ainsi que les répétitions de liens vers un même terme.
- Les liens externes sont à placer uniquement dans une section « Liens externes », à la fin de l'article. Ces liens sont à choisir avec parcimonie suivant les règles définies. Si un lien sert de source à l'article, son insertion dans le texte est à faire par les notes de bas de page.
- La présentation des références doit suivre les conventions bibliographiques. Il est recommandé d'utiliser les modèles {{Ouvrage}}, {{Chapitre}}, {{Article}}, {{Lien web}} et/ou {{Bibliographie}}. Le mode d'édition visuel peut mettre en forme automatiquement les références.
- Insérer une infobox (cadre d'informations à droite) n'est pas obligatoire pour parachever la mise en page.

Pour une aide détaillée, merci de consulter Aide:Wikification.
Si vous pensez que ces points ont été résolus, vous pouvez retirer ce bandeau et améliorer la mise en forme d'un autre article.
Myles Smith est un chanteur, compositeur et guitariste britannico-jamaïcain, né le 3 juin 1998 à Luton, (Angleterre). Il est surtout connu pour ses singles Stargazing et Nice to Meet You de 2024.

## Biographie

### Jeunesse
Smith est né dans une famille jamaïcaine britannique à Luton le 3 juin 1998, et a grandi dans une communauté ethniquement diversifiée. Il a grandi en écoutant un large éventail de musiques, notamment du pop-punk, des auteurs-compositeurs-interprètes et du hip-hop. Au fur et à mesure que son intérêt pour la musique grandissait, il acheta une guitare et apprit à jouer. Il a commencé à interpréter des reprises lors de fêtes et de soirées micro ouvertes, en se concentrant sur des auteurs-compositeurs tels que Ed Sheeran, Marcus Mumford  et  Chris Martin, membre de Coldplay
Dès son plus jeune âge, Smith a appris à jouer de la guitare et du piano et, à l'âge de 12 ans, il se produisait lors de soirées micro ouvertes locales. Ayant grandi à Luton, il a été influencé par la riche diversité culturelle de la ville et par la scène musicale locale, qui comprenait des pubs familiaux et de la musique irlandaise. Cet environnement l'a encouragé à briser les frontières et à développer son style musical unique.

### Carrière
Smith a commencé à publier sur Tik Tok et à l'automne 2022, un clip publié a attiré l’attention de l'avocat de NYU, Eric Parker, PDG d’Extended Play Music Group, qui a proposé d’être le manager de Smith.
Ensemble, ils ont adopté une approche non conventionnelle, construisant un public avant de réaliser un disque. Smith a continué à publier en ligne, enregistrant des reprises de chansons pour cultiver un public réceptif au type de morceaux originaux qu'il souhaitait écrire. Il a d'abord attiré l'attention avec ses reprises, notamment I Found d'Amber Run. Fin 2023, Myles a sorti plusieurs singles dont « My Home » et « Solo ». Ce succès en ligne a conduit à un contrat d’enregistrement avec RCA Records de Sony,,,.
En mars 2024, Smith a sorti son premier EP, You Promised a Lifetime.
Stargazing est sorti le 10 mai 2024 et a été écrit par Smith, Jesse Fink et Peter Fenn, ce dernier l'ayant produit. La chanson contient des thèmes de « découverte de soi et d'introspection », Myles décrivant l'inspiration comme étant enracinée dans l'idée de l'amour pour la vie, conçue pendant son séjour à Los Angeles plus tôt dans l'année.
Myles, originaire de Luton, s'est produit sur la scène d'introduction musicale de la BBC lors du Radio 1 Big Weekend le 25 mai 2024. L'événement, organisé à Stockwood Park dans sa ville natale, était sa première représentation en festival. Sa performance a été soutenue par BBC Music Introducing, une plate-forme de BBC Radio pour les talents musicaux britanniques non signés, non découverts et sous le radar. Sa performance a été spécifiquement soutenue par BBC Three Counties Radio.

## Discographie

### EP
| You Promised a Lifetime | 29 mars 2024    | —  | —  | —  | —  | —  | —  | —   |  |  |  |  |  |
| A Minute...             | 8 novembre 2024 | 63 | 39 | 88 | 88 | 14 | 40 | 120 |  |  |  |  |  |
|                         |                 |    |    |    |    |    |    |     |  |  |  |  |  |

### Singles
| Titre                   | Années | potision    | potision  | potision | potision | potision  | potision | potision          | potision | potision | potision   | Certification | Album                   |
| Titre                   | Années | Royaume Uni | Australie | Belgique | Canada,  | Allemagne | Pays Bas | Nouvelle Zellande | Suède    | Suisse   | États Unis | Certification | Album                   |
| ----------------------- | ------ | ----------- | --------- | -------- | -------- | --------- | -------- | ----------------- | -------- | -------- | ---------- | ------------- | ----------------------- |
| Sweater Weather         | 2023   | —           | —         | —        | —        | —         | —        | —                 | —        | —        | —          |               | Pas D’album             |
| Memories (I Don't Have) | 2023   | —           | —         | —        | —        | —         | —        | —                 | —        | —        | —          |               | Pas D’album             |
| My Home                 | 2023   | —           | —         | —        | —        | —         | —        | —                 | —        | —        | —          |               | You Promised a Lifetime |
| Solo                    | 2023   | 69          | —         | —        | —        | —         | —        | —                 | 66       | 100      | —          | Argent et or, | You Promised a Lifetime |
| Behind                  | 2023   | —           | —         | —        | —        | —         | —        | —                 | —        | —        | —          |               | You Promised a Lifetime |
| River                   | 2024   | —           | —         | —        | —        | —         | —        | —                 | —        | —        | —          |               | You Promised a Lifetime |
| Betting on Us           | 2024   | —           | —         | —        | —        | —         | —        | —                 | —        | —        | —          |               | You Promised a Lifetime |
| Stargazing              | 2024   | 4           | 11        | 1        | 11       | 7         | 5        | 13                | 7        | 5        | 20         | Platine       | A Minute...             |
| Wait for You            | 2024   | 53          | —         | 31       | —        | —         | 56       | —                 | —        | —        | —          |               | A Minute...             |
| Whisper                 | 2024   | —           | —         | —        | —        | —         | —        | —                 | —        | —        | —          |               | A Minute...             |
| Nice to Meet You        | 2024   | 12          | —         | 13       | 73       | —         | 40       | —                 | 78       | 54       | —          |               | A Minute...             |
|                         |        |             |           |          |          |           |          |                   |          |          |            |               |                         |

### Autre Sortie
| Titre                | Année | Album                             |
| -------------------- | ----- | --------------------------------- |
| "Birds of a Feather" | 2024  | Apple Music Sessions: Myles Smith |